# 10370 Hylonome
10370 Hylonome eller (10370) Hylonome 1995 DW2 är en centaur, en småplanet vars omloppsbana korsar Uranus och Neptunus omloppsbanor. Den upptäcktes 27 februari 2005 vid Mauna Kea-observatoriet av astronomerna D. C Jewitt och J. X. Luu.
Hylonome har fått sitt namn efter en vacker kvinnlig kentaur som tog sitt liv efter att Cyllarus, hennes make, dödats.
Omloppsbanan för Centaurer är på grund av påverkan från gasjättarnas gravitation instabila. Den beräknade halva livstiden för Hylonomes nuvarande omloppsbana beräknas till 6,4 miljoner år.

## Andra källor
- AstDys
- List Of Centaurs and Scattered-Disk Objects